# Jérôme Hantaï
 (janvier 2022).
La mise en forme du texte ne suit pas les recommandations de Wikipédia : il faut le « wikifier ».
Les points d'amélioration suivants sont les cas les plus fréquents :
- Les titres sont pré-formatés par le logiciel. Ils ne sont ni en capitales, ni en gras.
- Le texte ne doit pas être écrit en capitales (les noms de famille non plus), ni en gras, ni en italique, ni en « petit »…
- Le gras n'est utilisé que pour surligner le titre de l'article dans l'introduction, une seule fois.
- L'italique est rarement utilisé : mots en langue étrangère, titres d'œuvres, noms de bateaux, etc.
- Les citations ne sont pas en italique mais en corps de texte normal. Elles sont entourées par des guillemets français : « et ».
- Les listes à puces sont à éviter, des paragraphes rédigés étant largement préférés. Les tableaux sont à réserver à la présentation de données structurées (résultats, etc.).
- Les appels de note de bas de page (petits chiffres en exposant, introduits par l'outil «  Source ») sont à placer entre la fin de phrase et le point final[comme ça].
- Les liens internes (vers d'autres articles de Wikipédia) sont à choisir avec parcimonie. Créez des liens vers des articles approfondissant le sujet. Les termes génériques sans rapport avec le sujet sont à éviter, ainsi que les répétitions de liens vers un même terme.
- Les liens externes sont à placer uniquement dans une section « Liens externes », à la fin de l'article. Ces liens sont à choisir avec parcimonie suivant les règles définies. Si un lien sert de source à l'article, son insertion dans le texte est à faire par les notes de bas de page.
- La présentation des références doit suivre les conventions bibliographiques. Il est recommandé d'utiliser les modèles {{Ouvrage}}, {{Chapitre}}, {{Article}}, {{Lien web}} et/ou {{Bibliographie}}. Le mode d'édition visuel peut mettre en forme automatiquement les références.
- Insérer une infobox (cadre d'informations à droite) n'est pas obligatoire pour parachever la mise en page.

Pour une aide détaillée, merci de consulter Aide:Wikification.
Si vous pensez que ces points ont été résolus, vous pouvez retirer ce bandeau et améliorer la mise en forme d'un autre article.
Jérôme Hantaï (né en 1961) est un violiste et pianiste (pianos anciens).

## Biographie
Fils des peintres Simon Hantaï et Zsuzsa Hantaï, Jérôme Hantaï grandit près de Paris. Il apprend la flûte à bec, le clavecin, le piano-forte, et la viole de gambe en autodidacte avant d’étudier avec Wieland Kuijken au Conservatoire royal de Bruxelles, où il obtient un Premier Prix en 1984.
En tant que violiste, il se produit avec des pionniers de la musique ancienne, y compris Sigiswald et Wieland Kuijken, René Jacobs, Philippe Herreweghe et Jean-Claude Malgoire. En France il participe à la formation de plusieurs ensembles de musique ancienne, dont l’Orchestre Baroque d’Île-de-France et l’Ensemble Orlando Gibbons. Il joue avec ses frères Marc (traverso) et Pierre (clavecin) dans le Trio Hantaï. En 2018, il fonde le Duo Gordis-Hantaï avec la claveciniste Lillian Gordis.
Il se produit en concert comme violiste et pianiste. Il dirige aussi le consort Spes Nostra (auparavant l’Ensemble Jérôme Hantaï) et le Trio Almaviva. Il est spécialiste des pianos anciens et a enregistré des trios et sonates de Joseph Haydn et de Mozart sur des instruments historiques ; à la viole, il a enregistré deux disques de pièces de viole de Marin Marais pour les labels Naïve, Astrée, Virgin Veritas, Musicales Actes-Sud, et plus récemment, Mirare. Ses disques ont reçu deux Diapasons d’Or et un « Choc » du Monde de la musique.

## Discographie

### Solo
- 2019: Haydn/Mozart Sonates. Mirare
- 2015: Consort Music au temps de Shakespeare : William Byrd et ses contemporains / Spes Nostra. Musicales Actes-Sud
- 2005: Joseph Haydn: Sonates pour pianoforte. Ambroisie
- 2005: Music for Bass Viols. Virgin Veritas
- 2004: John Jenkins: Fantazia / Ensemble Jérôme Hantaï. Ambronay Éditions / Naïve
- 2001: Marais: Pièces à 2 et à 3 violes / Jérôme Hantaï, Kaori Uemura, Alix Verzier, Pierre Hantaï. Virgin Veritas
- 2001: Marais: Pièces de viole, vol. 2. Virgin Veritas
- 1999: Trios pour pianoforte, violon et violoncelle, no. 36, 37 et 40 / Jérôme Hantaï, Philippe Couvert, Alix Verzier. Astrée Naïve
- 1999: Pièces pour deux basses de viole / Jérôme Hantaï, Kaori Uemura. Virgin Veritas
- 1997: Marais: Pièces de viole. Virgin Veritas

### Autres
- 2005: Cecilia Bartoli: Opera Probita. Decca
- 2004: François Couperin : La Sultanne, Préludes & Concerts royaux / Alfredo Bernardini, François Fernandez, Emmanuel Balssa, Elisabeth Joyé. Alpha
- 2001: Beethoven: Irish and Scottish Songs / Sophie Daneman, Paul Agnew, Peter Harvey. Astrée Naïve
- 2000: Deutsche Kantaten: Tunder, Kuhnau, Bruhns, Graupner / Collegium Vocale Gent, dir. Philippe Herreweghe. Harmonia Mundi France
- 1999: JS Bach, Sonates pour flûte / Trio Hantaï and Ageet Zweistra. Virgin Veritas
- 1992: Tous les matins du monde [soundtrack]. Alia Vox
- 1991: Christmas Concerto, Sonatas after Concerti Grossi op. VI / Le Concert Français. Opus 111
- 1990: Delalande: Symphonies pour le Souper du Roy / Ensemble La Simphonie du Marais, Hugo Reyne. Harmonia Mundi